# Мелетий Стагийски
Мелетий (на гръцки: Μελέτιος, Мелетиос) е гръцки духовник, епископ на Веселенската патриаршия.

## Биография
Мелетий служи като патриаршески ефимерий. На 28 април 1858 година е избран за лаодикийски епископ, викарий на Константинополската архиепископия и за архиерейски наместник на енория „Свети Георги“ на Едирне Капу. На 21 юни 1869 година е избран за стагийски епископ. През юни 1873 година Епископският синод на Лариската митрополия приема оставката му. Първоначално този акт не е признат от Светия синод на Вселенската патриаршия. През октомври 1873 година Мелетий отива в Цариград без разрешение и се установява в манастира „Христос Спасител“ на Принцовия остров. Накрая през ноември 1873 година оставката му е одобрена. Умира около 1878 година.